# Гошизм
«Гошизм» (фр. gauchisme) — обобщённое название французского леворадикального движения 1960-х — начала 1970-х годов, включавшего в себя анархистское, маоистское и троцкистское направления, а также их различные сочетания, нередко перетолкованные в духе «революционного романтизма».
Социальной базой гошизма были французские студенты. Методы, применявшиеся организациями, группами и индивидуумами, действовавшими в рамках гошизма, зачастую были экстремистскими. «Гошисты» резко критиковали Французскую коммунистическую партию.

## Некоторые гошистские организации

### Анархистские
- «Движение 22 марта»
- «Интернационалистские революционные группы действий»
- «Новое народное сопротивление» (ответственно за налеты на парижскую тюрьму «Сантэ» и посольство Иордании во Франции в 1971 г.)
- «Организация революционных анархистов»

### Маоистские
- «Да здравствует революция»
- «Красная линия»
- «Союз марксистско-ленинской коммунистической молодежи»

- «Красный фронт»

- «Пролетарская левая»

### Троцкистские
- «Революционная коммунистическая молодежь»

- «Коммунистический союз»
- «Коммунистическая лига»
- «Рабочая борьба».
- «Федерация революционных студентов»